# 1382
- Wikisource

| Calendário gregoriano                                                        | 1382 MCCCLXXXII                                      |
| Ab urbe condita                                                              | 2135                                                 |
| Calendário arménio                                                           | 831 – 832                                            |
| Calendário bahá'í                                                            | -462 – -461                                          |
| Calendário budista                                                           | 1926                                                 |
| Calendário chinês                                                            | 4078 – 4079 Início a 15 de janeiro (aproximadamente) |
| Calendário copta                                                             | 1098 – 1099                                          |
| Calendário etíope                                                            | 1374 – 1375                                          |
| Calendários hindus - Vikram Samvat - Calendário nacional indiano - Cáli Iuga | 1437 – 1438 1303 – 1304 4482 – 4483                  |
| Calendário Holoceno                                                          | 11382                                                |
| Calendário islâmico                                                          | 784 – 785                                            |
| Calendário judaico                                                           | 5142 – 5143                                          |
| Calendário persa                                                             | 760 – 761                                            |
| Calendário rúnico                                                            | 1632                                                 |
| Calendário solar tailandês                                                   | 1925                                                 |

1382 (MCCCLXXXII, na numeração romana) foi um ano comum do século XIV do Calendário Juliano, da Era de Cristo, e a sua letra dominical foi E (52 semanas), teve início a uma quarta-feira e terminou também a uma quarta-feira.
No reino de Portugal estava em vigor a Era de César que já contava 1420 anos.
| Ano completo                        |
| ----------------------------------- |
| Ano comum com início à quarta-feira |

## Eventos
- Ricardo II da Inglaterra (rei de 1377-99) casa-se com Ana da Boémia, filha do imperador Carlos IV.[1]
- Wycliffe é obrigado a se aposentar de Oxford e vai para Lutterworth.[1]
- Carlos VI da França derrota os flamengos em Rosebecque.[1][Nota 1]
- Maria I da Hungria sucede seu pai Luís como rainha da Hungria e da Polônia. Ela foi deposta em 1384, na Polônia, por sua irmã Edviges e na Hungria em 1385 por Carlos de Nápoles.[1]
- Fundada a Universidade de Pesth.[1][Nota 2]
- Moscou saqueada pelos tártaros.[1]

## Mortes
- Filipe van Artevelde, na batalha de Rosebecque.[1]
- Luís, o Grande, rei da Hungria e da Polônia. Sucedido por sua filha Maria.[1]